# Święty szmal
Święty szmal (First Sunday) – amerykański film komediowy z 2008 roku w reżyserii Davida E. Talberta, który odpowiadał także za scenariusz. W rolach głównych wystąpili Ice Cube, Katt Williams i Tracy Morgan.

## Fabuła
Durell (Ice Cube) i LeeJohn (Tracy Morgan) są przyjaciółmi i drobnymi złodziejami. Kiedy Durell dowiaduje się, że jego była dziewczyna z powodu długu, zamierza wraz z ich synem opuścić dom, postanawia go spłacić. Wraz z najlepszym przyjacielem zamierza okraść kościół.

## Obsada
Źródło.
- Ice Cube jako Durell
- Katt Williams jako Rickey
- Tracy Morgan jako LeeJohn
- Loretta Devine jako Siostra Doris
- Michael Beach jako Deacon
- Keith David jako sędzia B. Bennet Galloway
- Regina Hall jako Omunique
- Retta jako Roberta
- Malinda Williams jako Tianna
- Chi McBride jako pastor Arthur Mitchell
- Clifton Powell jako oficer Eddie King
- Nicholas Turturro jako oficer D'Agostino
- Olivia Cole jako Momma T
- C. J. Sanders jako Durell Jr.
- Rickey Smiley jako Bernice Jenkins
- Arjay Smith jako Preston